# Умур
Бахаэддин Умур-бей Айдыноглу (тур. Umur Bey Aydınoğlu ; 1309—1348) — второй эмир (бей) эмирата (бейлика) Айдын на побережье Эгейского моря. Сын основателя бейлика, Мехмеда-бея Айдыноглу. Европейцы называли Умура [O]marbassanus (Марбашан — Умур-паша). Умур был известен своими морскими пиратскими экспедициями. Он был верным другом и союзником византийского императора Иоанна Кантакузина и оказывал ему помощь в военных кампаниях, особенно во время византийской гражданской войны 1341—1347 годов. Умур помог Кантакузину в войне против Момчила.
При Умуре эмират Айдын обладал флотом из 350 кораблей и армией из 70 000 человек. Пиратская деятельность и нападения Умура на христианские суда привели к объявлению против него в 1343 году крестовых походов папой Климентом VI. В 1348 году флот Умура был уничтожен союзным флотом Венеции, рыцарей Родоса и Кипра. Умур был убит стрелой в 1348 году, когда пытался вернуть захваченную в 1334 году госпитальерами Смирну.
Умур — самый известный представитель своей династии. При его правлении бейлик достиг вершины могущества. Умур был покровителем искусств и наук; Панчатантра была впервые переведена на турецкий язык во время его правления. Османский поэт и историк Энвери описал жизнь Умура в поэме Дустурнаме и назвал его «Лев Божий».

## Биография

### Происхождение и ранние годы (1309—1332)

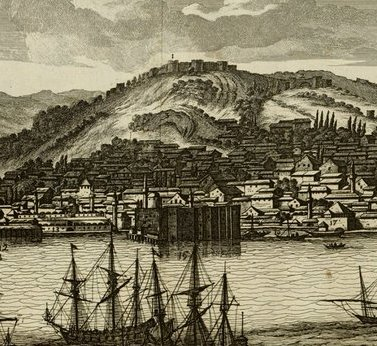
На горе — Кадифекале (Цитадель). У подножия горы — порт, нижний город и прибрежная крепость Смирны. Ранее береговая линия проходила ближе к Кадифекале, чем сейчас. На месте храма, построенного крестоносцами в прибрежной крепости, сейчас находится мечеть Хисар.

Умур был сыном Мубаризеддина Гази Мехмеда-бея Айдыноглу, основателя династии и бейлика Айдыногуллары. Об эпониме династии, отце Мехмеда, Айдыне, ничего не известно, кроме того, что хронисты называли его «сатрап Ионии» и что у него было пятеро сыновей. Промышлять пиратством начал ещё Мехмед, отец Умура. Григора писал: «Турки, выстроив множество кораблей, не только стали нападать на острова, находящиеся в Эгейском море и за ним, но стали также захватывать и грабить купеческие корабли. Они часто пускались в Средиземное море, как будто оно принадлежало им, не встречая ни в ком сопротивления». Мехмед тоже имел пять сыновей, из которых героем своего повествования османский поэт — Энвери — делает второго, наиболее выдающегося, Умура. Это единственный сын Мехмеда, год рождения которого известен — 709 год Хиджры (между 1 июня 1309 и 30 мая 1310 года).
Первое упоминание Умура в документах относится к событиям 1327—1329 годов. Через сто лет после событий историк Али Языджиоглу в Сельджук-наме писал об истории, которую он относил в 1327/28 году. Во время правления в Анатолии Тимурташа отец послал Умура к нему с подарками. На встрече Тимурташ потребовал, чтобы Айдыниды платили ему дань. Якобы, Умур ответил, что это неправильно: «Кто вы, чтобы платили вам дань? Мы — это те, кто собирает дань с неверных. Но вы мусульмане, и мы мусульмане. Почему вы хотите брать дань с нас?». Тимурташу понравилась эта смелость.
По мнению медиевиста Поля Лемерля, примерно в 1327 году Умур получил от отца Смирну (верхний город и цитадель) в управление. Почти сразу он начал попытки захватить прибрежную крепость и порт, которые всё ещё оставались в руках Мартино Дзаккариа. Мартино был серьёзным противником турецких пиратов — в 1319 году Айдынский флот потерпел сокрушительное поражение от соединённого флота Дзаккарии и госпитальеров. Избавиться от Дзаккарии Умуру удалось в 1329 году, когда Айдыниды присоединились к походу византийского императора Андроника III против латинян. Византийско-айдынское войско осадило Хиос и Смирну, Мартино был взят в плен и увезён в Константинополь, а нижний город Смирны перешёл в руки Умура. В результате был устранён один из самых опасных врагов Айдынидов, к тому же Мехмед и Умур получили ещё один порт на Эгейском море (в дополнение к Аясолуку) как базу для своих рейдов. Этот поход сделал Умура знаменитым, победа над Мартино прославила ранее неизвестного сына Мехмеда и среди тюрок, и среди византийцев, и среди латинян. Эвбея, Морея, Крит, Родос и все фракийские берега стали местом рейдов Умур-бея. Весной или ранним летом 1332 года (или, что менее вероятно, в 1333 году) Умур с братьями совершил экспедицию против Бодоницы, Негропонта, Пелопоннеса. В этом рейде Умур впервые столкнулся с Пьетро Дзено, являвшимся в то время байло Негропонта и организовавшим в этот раз успешную оборону. Возможно, тогда же Умур предпринял неудавшуюся попытку захватить Самос. В августе 1332 года вместе с сыном эмира Сарухана Умур совершил набег на Галлиполи, Лазголу и Пору.

### Ибн Баттута. Смерть Мехмеда (1332—1335)
Летом 1333 года через эмират Айдын проезжал Ибн Баттута. Он как минимум дважды встречался с Умуром. В первый раз это произошло в Бирги, где Умур находился у отца вместе с братом Хызыром. Затем Ибн Баттута побывал в Измире (Смирне). По словам путешественника, это «большой город, расположенный на берегу моря, большая часть которого находится в руинах». Умур, по словам Ибн Баттуты, жил в цитадели Смирны, расположенной на вершине горы. Он, как и Мехмед-бей, богато одарил Ибн Баттуту.
Мехмед-бей умер в 1334 году. Перед смертью он заявил сыновьям, что хочет видеть своим преемником второго сына, Умура, и братья согласились с этим решением. Ещё при жизни Мехмед разделил эмират между своими сыновьями. Старший брат Умура, Хызыр, получил в управление Аясолук и Султанхисар в 1325 году. Младшие братья получили Тире (Сулейман) и Бодемию (Ибрагим). Самый младший, Иса, после смерти Мехмеда, остался править в Бирги. Поскольку Умур базировался в Смирне, то после смерти Мехмеда на время правления Умура она стала столицей эмирата.

### Первая антитурецкая лига

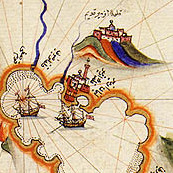
Кадифекале, внутренняя гавань и прибрежная крепость Смирны (Измира). Деталь карты Пири-реиса

Пиратством промышляли правители различных прибрежных эмиратов, однако главная опасность христианским судам с 1332 года исходила от флота Айдына. Поскольку отец Умура Мехмед заключил договор с Византией, Умур нападал главным образом на латинские государства в Греции и на островах. В ответ венецианцы и госпитальеры при участии папы объединились в антитурецкую лигу, первоочередной целью которой была база Умура — порт Смирны. Вступить в лигу пригласили и Андроника III, при этом, по словам Григоры, ему передали, что 
если и ты не поднимешься вместе с нами для отражения общего врага, то мы не замедлим и с тобой воевать, как с врагом. Это поставило царя в необходимость принять участие в общем деле.
Андроник согласился вступить в лигу, но в итоге так и не присоединился к ней. Окончательно лига была сформирована в 1334 году в Авиньоне.  7 марта 1334 года был подписан договор о найме папой 400 судов с командой:
Чтобы на каждой из галер было от 174 до 180 весел, а также здоровых гребцов. На каждой из упомянутых галер будет команда, писцы и другие подходящие должностные лица, в дополнение к припасам и снаряжению, то есть снеди, парусам, снасти, якорям, мачтам, парусам и рулевым веслам. Каждая из галер будет иметь 130 подходящих кирас, 150 шлемов, 180 щитов, 130 нагрудников, 4000 арбалетных стрел, 250 копий, 500 дротиков. [В каждой галере будет] двадцать пять арбалетчиков, не считая урулевого. У каждого арбалетчика будет два добротных арбалета. Контракт действителен пять-шесть пять месяцев, считая со дня подписания.
Активные действия против эмиров-пиратов начались в том же году. В первые дни правления Умура 14 сентября 1334 года флот лиги под командованием Пьетро Дзено разбил в бою флот правителя Карасы, пирата и союзника Умура. В том же месяце Дзено приплыл к Смирне и приготовился к высадке и осаде. Умур, оповещённый об опасности, быстро явился из Бирги, где находился в тот момент. Он сорвал высадку войск Дзено, и нападавшие были вынуждены отступить. Более никаких экспедиций флот лиги не предпринимал, поскольку наступила зима. А затем 4 декабря 1334 года Иоанн XXII умер, и лига распалась. В начале 1335 года никто уже не мог помешать экспедициям Умура-бея. Вместе с Саруханоглу Сулейманом Умур совершил рейд к Мистре, Монемвасии, Ишпену. Из этого набега он вернулся в Смирну с большим числом пленников и богатыми трофеями, а весной 1335 года напал на Филадельфию. Взять город ему не удалось, но рейд был удачным — жители заплатили выкуп.

### Участие в делах Византии (1335—1343)
1335 год был ознаменован новым направлением деятельности Умура — участием в делах Византии. В это время Фокея находилась под контролем генуэзцев, а Лесбос принадлежал Византии. В начале года Доменико Каттанео, сеньор Фокеи, захватил Митилену и намеревался покорить весь Лесбос. С помощью эмира Сарухана Андроник начал осаду замка Фокеи и с суши, и с моря. Умур с братьями прибыли к Андронику под стены Фокеи, чтобы подтвердить свою дружбу; во время этого визита Умур в первый раз лично встретился с Иоанном Кантакузином. Тем временем, император узнал, что греки и генуэзцы замышляют против него заговор. Андронику потребовалась дополнительная помощь, и Кантакузин написал Умуру, попросив в письме о встрече. Она состоялась в местечке Клазомены и длилась 4 дня, итогом её стали добрые отношения пирата и будущего императора, как писал Энвери, они стали «братьями». Благодаря завязавшейся дружбе с Умуром, Кантакузин получил от него для Андроника флот из 30 судов. В начале зимы 1335—1336 годов осаждённые в Фокее Андроником и Умуром латиняне обратились за помощью к госпитальерам, которые от имени осаждённых вступили в переговоры. В процессе переговоров было достигнуто соглашение, по которому Андроник и Умур снимали осаду, требования Андроника по возвращению Митилены и освобождению турецких пленных были полностью удовлетворены. Помощь Умура Андронику у Фокеи была не последней. Летом-осенью 1337 года Умур помог византийцам подавить албанский мятеж, прислав своих солдат. По словам византиниста Ф. Успенского, «в 1337 году Андроник и Кантакузин с сельджуками упомянутого Омара вступили в Албанию и жестоко разорили страну: турки продавали сотню быков за одну золотую монету и увели множество пленных в неволю».
Умур получал доход не только от пиратских набегов. В 1337 году он подписал договор с венецианским Кипром. Договор регулировал торговлю и жизнь торговцев на территории эмирата, устанавливал двухпроцентную пошлину на импорт и экспорт.
Зимой 1342/43 года Умур опять помог Кантакузину. К этому привела ситуация, сложившаяся после смерти Андроника 15 июня 1341 года. Императором стал сын Андроника Иоанн V Палеолог, а опекуном при нём был Кантакузин. В ходе борьбы за власть Кантакузин объявил себя императором в Диметоке 26 октября 1341 года, но потерял позиции во Фракии и был вынужден покинуть Диметоку, оставив свою семью в городе. Болгарский царь Иван Александр пришёл ему на помощь. Но, отогнав войска Иоанна V Палеолога, Иван Александр сам стремился овладеть городом. В конце 1342 года Кантакузину пришлось опять просить помощи Умура, на этот раз против болгар. В начале 1343 года Умур прибыл со своим флотом в устье Дуная. Он высадился в устье Марицы, поднялся по её течению и отбросил болгар от Диметоки. Однако вскоре сильные холода заставили его уйти домой. Разграбив области, где стоял лагерем, он вернулся в Смирну.
Сообщение Дустурнаме об этих событиях отличается от описания Кантакузина лишь датой. Согласно Энвери, это было ранее, в 740 году Хиджры (1339/40). Энвери писал, что Умур-бей присоединился к экспедициям Андроника в Чёрном море и разграбил «Герм, Кили и Эфлак». В описании экспедиции Энвери писал, что Умур вышел в поход с 350 судами. 50 кораблей были оставлены зимовать в заливе, а 300 воины Умура перетащили по суше. Этот эпизод Дустурнаме сложнее всего локализовать. Возможно, в нём смешались детали двух экспедиций: в Чёрном море и в Морее.
В июле 1343 года Кантакузин опять обращался за помощью к Умуру. На этот раз в Фессалонику с флотом и сельджукскими отрядами прибыл один из противников Кантакузина Алексей Апокавк. Осенью 1343 года бей Айдына на трёхстах судах явился к Кантакузину. С приходом Умура Апокавк отступил и вернулся в Константинополь. Уже к концу осени 1343 года Умур помог Кантакузину опять взять под контроль Фракию, при этом турки Умура разорили и опустошили все занятые области. После этого Умур был вынужден покинуть Балканы, он вернулся обратно Азию, где против него начала действовать новая латинская коалиция. Кантакузину пришлось искать другого союзника, которым стал Орхан, женившийся впоследствии на дочери Кантакузина.

### Крестовый поход на Смирну. Первая волна (1342—1345)
Пиратство Умур не бросал. Между 1337 и 1341 годами (вероятно, в 1339—1340) Умур предпринял экспедицию против франкских территорий в Греции. Он напал на Афинское герцогство (владения Готье де Бриена) и Наксосское герцогство (владения Николо Санудо) и разграбил их.
Против Умура попытался организовать полномасштабную военную экспедицию Климент VI, который был избран в мае 1342. В начале своего понтификата новый папа написал дожу Венеции в связи с угрозой, которую представляло турецкое пиратство, и, в особенности, рейды Умура. Согласно информации венецианцев, бей Айдына имел флот из 200—300 судов, включая множество крупных галер. По мнению Сената, для борьбы с Умуром было достаточно 30 вооружённых галер, 60 транспортных судов, 1200 всадников с лошадьми, 6000 солдат и 7200 гребцов. Предложение присоединиться к лиге привёз в Венецию в ноябре 1342 года латинский патриарх Константинополя Генрих Асти. На тот момент в лигу входили островные государства, больше всех подвергавшиеся опасности: королевство Кипр и госпитальеры с Родоса. 11 января 1343 года венецианский сенат принял предложение вступить в лигу, поскольку пиратская деятельность Умура затрагивала венецианские интересы. В Римской анонимной хронике содержится предположение, что у крестового похода была экономическая причина: Умур нападал на Венецианские колонии, не соблюдал торговое соглашение с Венецией, повышал таможенные пошлины, сократил экспорт зерна из Малой Азии на острова. Хронист Марко Баттальи из Римини писал, что крестовый поход велся «из-за соглашения о зерне».
Тем, кто участвовал в крестовом походе против Умура или тем или иным образом содействовал кампании, папа предоставлял такие же индульгенции, как и крестоносцам, освобождавшим Святую Землю. 30 сентября 1343 года была опубликована папская булла Insurgentibus contra fidem, предоставлявшая папское благословение крестовому походу и санкционирующая его проповедь по всей Европе. Против Умура было выставлено около 20 галер. Среди командующих были Пьетро Дзено и Мартино Дзаккария, освобожденный из тюрьмы в Константинополе в 1337 году по просьбе папы. Флот лиги отплыл весной 1344 года, и в начале кампании, в мае, крестоносцы одержали над флотом Умура значительную победу. В гавани Паллини на западной части полуострова Халкидики союзный флот уничтожил более 50 айдынских судов. По словам Иоанна Кантакузина, латинский флот из 24 кораблей неожиданно атаковал шестьдесят судов Умура в гавани и захватил их. Войска Умура спасались на земле, а латиняне разобрали захваченные турецкие корабли и сожгли их. Падуанец Гульельмо Кортузи(1285—1361) также упоминает эту битву в своей хронике и датирует её 13 мая 1344 года. По словам Кортузи, христианский флот «сжёг и затопил пятьдесят два турецких судна». Ещё одно малоправдоподобное описание боя содержится у швейцарского хрониста Иоганна Винтертурского, который называет потери христиан — 300 человек против 18 000 погибших с турецкой стороны.

Это поражение было не последним для Умура. 28 октября 1344 года он потерял порт и нижний город Смирны. Согласно Дустурнаме, нападение латинян было внезапным и неожиданным. О неожиданности атаки на Смирну упоминал и Григора. Кантакузин писал, что предупредил друга письмом об опасности, но письмо пришло, когда галеры лиги уже вошли в бухту Смирны. Умур не имел достаточно войск, чтобы отразить нападение. Его братья находились в своих городах и не могли помочь, поэтому латиняне смогли выбить турок из прибрежной крепости и закрепиться в ней. Как писал в Новой хронике Маттео Виллани (брат Джованни Виллани): «христиане с нескольких сторон обрушились на город, заняли его и устроили там величайшую резню сарацинов и турок, от которой не могли спастись ни мужчины, ни женщины, ни дети». Тем не менее, несмотря на то, что христианам удалось захватить гавань и нижнюю крепость, но верхний город и Кадифекале (Акрополь) остались в руках Умура, и такое положение сохранялось всё время пребывания латинян в городе. Земля, расположенная между двумя замками города, лежала в руинах. По словам папы Климента, христиане прочно закрепились в нижнем замке и гавани Смирны; турки не нападали на них, а христиане не могли взять Акрополь. Анонимная римская хроника сообщает, что венецианцы построили большую стену перед широкой траншеей, ведущей к морю. Автор хроники также писал о захвате Мустафы, одного из капитанов Умура. По словам Григоры, франки полагали, что смогут использовать турок с Эгейского побережья и углубиться на территорию бейлика Умура, но они ошибались. Согласно Кантакузину, Умур сопротивлялся, насколько мог, поэтому крестоносцы не смогли развить свой успех и продвинуться вглубь территории. Обладание гаванью было важно для латинян, и не менее важно для Умура, ведь власть и богатство Умура были в значительной степени обусловлены его способностью осуществлять рейды в Эгейском море. Умур жил в основном благодаря дани и пиратской добыче, и ограничение его доступа к морю сказывалось на процветании его эмирата.

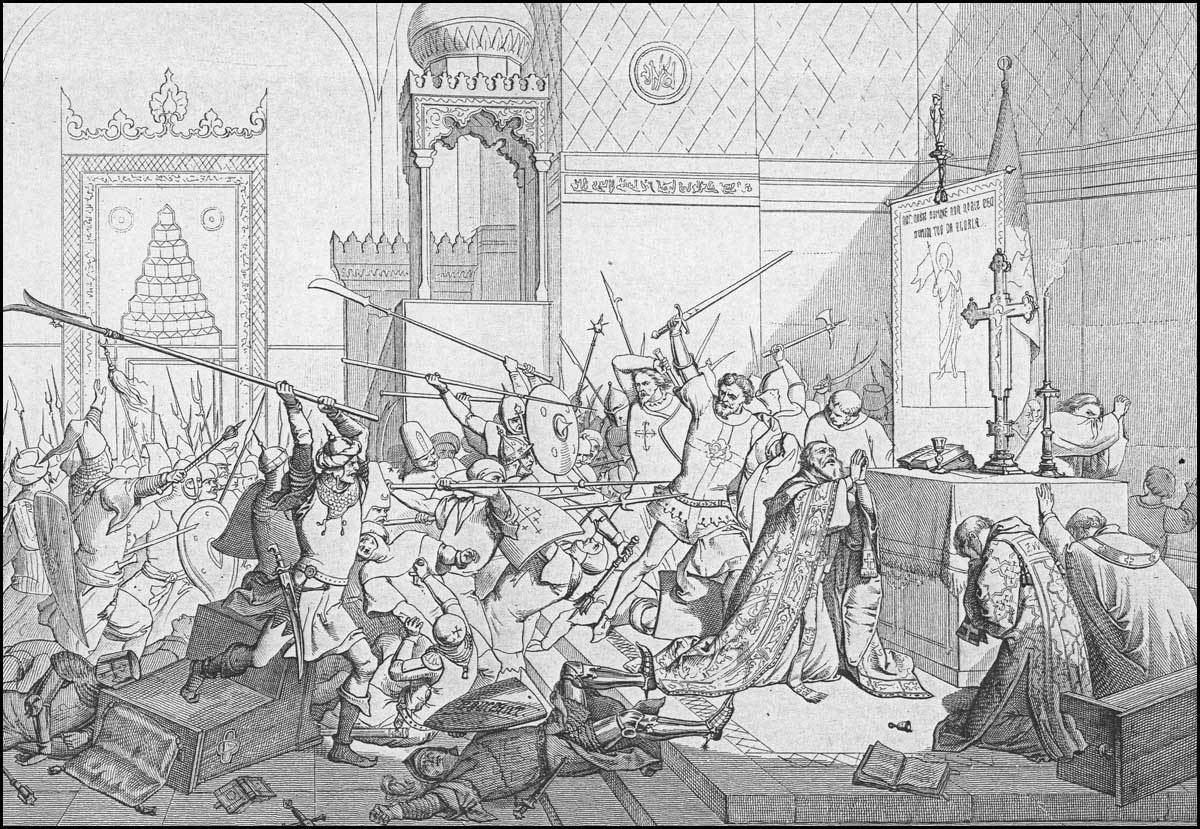
Смерть патриарха Генриха Константинопольского и Пьетро Дзено.
Джузеппе Гаттери, 1860

Согласно Дустурнаме, армия Умура обстреливала крестоносцев, используя требушеты, часть из которых была специально построена для этой осады ремесленниками из эмирата Эретна и из Африки. Эти машины уничтожили некоторые из судов крестоносцев и убили многих людей. Многочисленность армии Умура подтверждается одним западным описанием, согласно которому многие мусульмане из других эмиратов Малой Азии стекались к Умуру. В ответ на продолжающуюся бомбардировку христиане начали встречные атаки. 17 января 1345 года армия крестоносцев понесла катастрофическое поражение, когда руководители Крестового похода (Генрих Асти, Мартино Дзаккария и Пьетро Дзено) были убиты людьми Умура. По одной из версий, содержащейся в Новой хронике Виллани, 17 января крестоносцы увлеклись во время вылазки, и попали в ловушку Умура, который, «получив условные сигналы, спустился со своими турками с горы и напал на христиан, разбросанных по лагерю, не успевших построиться для боя и не позаботившихся выставить охрану». По другой версии, изложенной в Римской анонимной хронике, 17 января «в день святого Антония» крестоносцы вышли из стен крепости не для вылазки, а на мессу, которую Генрих Асти решил провести в заброшенной церкви Святого Иоанна, месте служения древних епископов Смирны. Он не внял предупреждениям Дзено и Дзаккарии, что опасно находиться в церкви, расположенной между гаванью и акрополем, вне стен прибрежной крепости. Во всех вариантах изложения событий появление Умура было для христиан неожиданным. С помощью своих братьев Хызыра, Сулеймана и Исы Умур в середине службы ворвался в собор. Большая часть латинян, увидев, что турки наступают, отступила к крепости в гавани. В последовавшей резне были убиты: «патриарх Константинопольский, высокоуважаемый и храбрый муж, мессер Мартино Дзаккерия, адмирал генуэзцев, мессер Пьеро Дзено, венецианский адмирал, маршал короля Кипрского, многие братья-госпитальеры и ещё пять сотен добрых христиан, сражавшихся в турецком лагере». Голова Мартино Дзаккарии была продемонстрирована Умуру. Со взятых в плен содрали кожу. По словам пизанского торговца Пиньоля Зуккелло, турки также понесли большие потери. Умур и его брат Хызыр были ранены, а их брат Ибрагим Бахадур был убит.

### Момчил и Умур (1343—1345)

Момчил атакует корабль Умура в 1344 году.
Болгарская марка из серии «История Болгарии».

В 1345 году Умур участвовал с Кантакузином в войне против Момчила. До этого в начале зимы 1343—1344 годов Момчил заключил соглашение с Кантакузином и был назначен губернатором провинции Меропа в Родопах. Благодаря значительным вооружённым силам Момчил участвовал в походах Кантакузина и Умура-бея. Весной 1344 года он провозгласил себя независимым от Византии, а затем разорвал соглашение с Кантакузином, перейдя на сторону его врагов. Болгарские источники объясняют разрыв Момчила с Кантакузином тем, что войска Умура разоряли болгарские земли. В июне 1344 года Момчил напал на флот Умура в бухте Порто-Лагос (у Абдеры). Отправленные им ночью лодки сожгли корабли противника, стоявшие на якоре. Вскоре после этого он победил армию Кантакузина у Месинопола (Комотини). По призыву Кантакузина Умур оставил осаду порта Смирны. В мае 1345 года вместе с Сулейманом, сыном Сарухана и, возможно, Сулейманом Каресиоглу, Умур пересек проливы, и отправился в Диметоку. Вместе с армией Иоанна Кантакузина они напали на государство Момчила, захватив множество людей и скота. Их армия встретилась с армией Момчила 7 июля 1345 года у стен крепости Буруград недалеко от Пиретериона (Ксанти). Одних только турок в византийско-турецкой армии было 20 000 бойцов. Против них Момчил выставил 5000 болгарских всадников. В упорной битве Иоанн VІ Кантакузин и Умур-бей одержали победу, а Момчил погиб в бою.
Вскоре Умуру пришлось вернуться в Анатолию. Сулейман, сын Сарухана, по дороге заболел и умер, что заставило Умура изменить планы. Умур отвёз Сарухану тело его сына, а затем вернулся в Смирну и продолжил осаду портовой крепости.

### Крестовый поход на Смирну. Вторая волна (1345—1348)
После смерти лидеров крестового похода 17 января 1345 года войска Айдынидов постоянно нападали на прибрежную крепость Смирны, пытаясь выбить из неё крестоносцев. Это побудило папу приступить к организации ещё одной экспедиции против Умура. К маю 1345 года было достигнуто соглашение о руководстве крестового похода Умбертом II (дофином Вьеннским). Согласно Анонимной римской хронике, незадолго до прибытия Умберта в Смирну венецианцы отправили посольство в Айдын, чтобы добиться перемирия и попытаться получить Смирну целиком. Якобы, выслушав предложение послов, Умур заявил, что он не боится христиан, пока существуют гвельфы и гибеллины. По мнению историка М. Карра, этот рассказ малодостоверный. Примерно в это время венецианцы охладели к идее крестового похода и не проявили большой заинтересованности в нём. Флот крестового похода отплыл в направлении Смирны из Венеции только в ноябре 1345 года. В целом поход достиг своих целей. В начале февраля 1346 года Умберт одержал победу над флотом Умура в Митилене (Лесбос). В июне 1346 года крестоносцы прибыли в Смирну. Для успешного сопротивления Умуру Умберт восстановил порт, установил в городе порядок и начал осуществлять вылазки. После этих первоначальных успехов наступила жара, крестоносцы стали страдать от болезней и голода, многие погибли. В конце августа или начале сентября 1346 года Умберт покинул Смирну и прибыл на Родос. И Умберт, и госпитальеры были готовы договориться Умуром о мире при условии, что порт Смирны будет уничтожен, а крепость — разрушена. Они отослали Клименту VI проект перемирия с Умуром, однако это соглашение так и не было подтверждено папой. Умур снова начал совершать пиратские рейды в Эгейском море, но в конце апреля или начале мая 1347 года у Имброса флот Умура опять был разбит крестоносцами. По-видимому, после этого Умур больше не выходил в море. В начале 1348 года Кантакузин готовил экспедицию против сербского короля Стефана Душана. По словам Григоры, он «вызвал своего друга Умура из Азии [Малой] с турецкими войсками». Умур собрал большую конную и пешую армии для помощи другу, но перед тем, как отправиться на Балканы, он хотел уничтожить прибрежную крепость Смирны, чтобы находившиеся в ней латиняне не разоряли его земли в его отсутствие. Преследуя рыцарей, бегущих в замок после вылазки, Умур слишком близко приблизился к укреплениям (или же поднялся на них), «поднял шлем и открыл лицо», чтобы оглядеться, и стрела попала ему в лоб. Кантакузин, как писал Григора, был расстроен смертью друга и тем, что помощь не придёт. Он отменил запланированный поход в Сербию. Указания Григоры и Дуки позволили Полю Лемерлю датировать смерть Умура маем 1348 года, Ж. Гэй полагал, что Умур умер в июне.
Похоронен Умур, как и его братья Ибрагим и Иса, в тюрбе Мехмеда-бея в Бирги. Сыновей Умур не оставил, из сохранившихся вакуфных документов известно, что у него было три дочери: Хунди Паша-хатун, Азизе Мелек-хатун, Гюрджи Мелек-хатун. Наследовал Умуру его старший брат, Хызыр-бей Айдыноглу.

## Дочь Кантакузина
Энвери в Дустурнаме описал романтическую историю. Якобы, Кантакузин предложил одну из трёх своих дочерей, «прекрасную, как гурия», в жёны Умуру, но тот отказался. Причиной отказа было не христианское вероисповедание девушки, а отношения Кантакузина и Умура. По мнению Умура (как писал Энвери), они были с Кантакузином «братьями», что делало невозможным этот брак. Якобы, девушка сама пришла к Умуру и «раскрыла своё лицо», чтобы соблазнить воина. Она рассказала Умуру, что больше не может сопротивляться своей любви, а затем в слезах бросила последний взгляд на бея, который закрыл глаза руками, но он устоял. В этой истории может быть зерно истины, поскольку через два года дочь Кантакузина была отдана Орхану. Можно допустить, что в 1344/45 году Кантакузин рассматривал возможность такого брака и с Умуром.

## Личность и значение
Период правления Умур-бея (1334—1348) для княжества Айдын был временем наибольшего могущества и влияния. Эмират переживал экономический подъём. Османские дефтеры (казначейские книги) сохранили записи о том, что при Умуре была произведена опись земель, все имения были упорядочены. В бейлике получила развитие система вакуфного землевладения, которая расширялась при его наследниках. Умур лично управлял несколькими вакуфами в Бирги.
Экономическое положение духовенства в бейлике было при Умуре прочным. Умур, как и его отец, принимал дервишей, понимая значение религиозного сообщества при осваивании земель и управлении. Дервиши имели налоговый иммунитет, беи сооружали для них ханаки. Ибн Батута писал, что Умур богато одарил шейха Изеддина из ордена рифайя деньгами и рабами. Орден бекташи пользовался особым влиянием благодаря своей деятельности по обращению населения. В XVI веке сохранилась легенда, что бекташи делили добычу шапками во времена Умур-бея. Согласно дефтерам, один из созданных Умуром вакуфов управлялся «со времён неверных» кади, другим из вакуфов на потомственных правах управлялся шейхом. Дочь Умур-бея Азизе Мелек-хатун обратила в вакуф в пользу хафизов деревню. Правители бейлика поддерживали отношения с «братством ремесленников» ахи. Например, Умур-бей дал грамоту на управление вакуфом завие ахи-бабы.

Айдын стал при Умуре одним из самых могущественных среди турецких княжеств. Умур-бей создал сильный флот и некоторое время господствовал в восточном Средиземноморье. О масштабах его операций может дать представление тот факт, что его флот насчитывал сотни судов (276 во время рейда в Монемвасию в 1334/35, 350 во время операций в районе Чёрного моря летом 1341 года). Ибн Баттута, который видел Умура в Смирне в 1333 году, написал после его смерти в 1348 году:
Он часто сражался с неверными; у него были военные корабли, с которыми он совершал вторжения в районе Константинополя Великого; он брал рабов, добычу и раздавал все это с щедростью, возвращаясь к священной войне.
Аль-Умари, со ссылкой на географа и картографа Доменико Дориа, сообщал, что Умуру принадлежало шестьдесят городов и триста крепостей «или даже больше», а также армия из семидесяти тысяч всадников, которая «выдержала незабываемые войны против греков, франков и других неверных и постоянно отличалась самыми яркими подвигами». Имя Умура (Омарбассано, Марбассано) в середине XIV века было широко известно в Европе. Бокаччо использовал его в Декамероне (новелла седьмая второго дня).
К. Жуков отмечает, что многие нововведения Умура были заимствованы и использованы османами. Активная деятельность Умура по вмешательству во внутриполитическую борьбу в Византии была взята на вооружение Орханом и Мурадом. Залив недалеко от Коринфа на картах Пири-Реиса назван заливом Умур-бея. Во время осады Константинополя Мехмед II приказал перетащить суда в Золотой рог посуху. Считается, что его вдохновил на это поход Умура.
Деяния Умура были столь выдающимися, что после смерти возник культ Умура, активно впоследствии поддерживаемый османами. В морской традиции османов его имя выводилось на первый план, особенно в XV и XVI веках. Некоторые источники того времени называли его «отцом османских моряков», которые клялись именем Умур-бея перед морскими битвами.
В эпической хронике Дустурнаме Умур был назван «Львом Бога», ведущий справедливую и святую войну против «злодеев и неверных христиан».
Согласно ещё одному, латинскому, источнику, два венецианских посланника отметили, что он был очень толстым с желудком «как винная бочка». Якобы, они нашли его в шелках, пьющим миндальное молоко и поглощавшим яйца со специями золотой ложкой.
Дружба между Кантакузином и Умуром поражала современников. Григора изображал Умура с точки зрения византийца — опасным как самого по себе, так и той поддержкой, которую он оказывал Кантакузину, но и отмечал преданность Умура своим друзьям. Как Григора отмечал, Умур «в глубинах своего сердца лелеял любовь» к Кантакузину.
Самым сильным из всех них был Умур, как более прочих старательный и отважный. Он, будучи властителем Лидии и Ионии, наполнил море своим флотом и в короткое время стал владыкой морей, страшным не только для островов Эгейского моря, но и для эвбейцев, пелопоннесцев, критян, родосцев и для всего побережья от Фессалии до Византия. На всех них он совершал, когда вздумается, морские набеги, грабил их и собирал с них непосильную ежегодную дань.
Этот Умур с давних пор, поскольку слух о Кантакузине, сопровождаемый рукоплесканием и песнями, прошел по всей суше и морю, сделался весьма ревностным его поклонником и обещал ему всю жизнь хранить нерушимую дружбу по отношению к нему и всем его наследникам. И действительно, он до конца сохранил ее таковой, каковой, я думаю, за весь век не было другого примера.Никифор Григора.

Из всех «неверных» Кантакузен, несомненно, лучше всех знал Умура. Между Иоанном Кантакузином и Умуром были особые отношения. По словам Кантакузина, это была дружба (греч. φιλία), которая началась ещё по переписке. Четырёхдневная личная встреча в 1335 году вылилась в «неразрывные узы дружбы». Умур, вероятно, говорил на греческом языке. По словам медиевиста Р. Шукурова:
именно помощь Умура в 1341–1343 гг. позволила Кантакузину избежать разгрома и полного краха политической карьеры. Роль отрядов Умура в гражданской войне вполне осознавалась и современниками: противники Кантакузина пытались подкупить айдынского эмира, но успеха в этом не
добились.Р. Шукуров

Латинские хронисты в основном придерживались точки зрения, что он был врагом веры и Церкви, называли его «собакой» и «канальей», исключением был Филипп де Мезьер, участвовавший в крестовом походе на Смирну:
Умур был доблестным принцем-воином.Филипп де Мезьер
Современные историки высоко оценивают личность Умура:
Умур-бей являлся одной из ярчайших личностей среди беев эгейских княжеств.К. Жуков
[Умур —] новая звезда, возникшая на турецком небосводе.К. Ситтон
Умур был больше, чем просто воитель-гази. Он был культурным и интеллигентным человеком.Д. Николь
Умур был поэтом и покровителем искусств и наук, Панчатантра была впервые переведена на турецкий язык во время его правления. Также при Умуре были осуществлёны переводы с персидского «Табиатнаме» (тур. Tabiatname) (книга о питании) и сочинение Ибн аль-Байтара (ум. 1248) о лечебных травах.
13 июля 2017 года в память Умура в Турции выпущена новая памятная монета в серии «Корабли и исследователи». На оборотной стороне монеты «Умур-паша» изображён портрет эмира.
Район современного Измира (Смирны) зовут Газиэмир (Ghazi Emir), по одной из легенд, это название связано с Умуром.

## Комментарии
1. ↑  Источники называют разное количество судов во флоте лиги — 30[24] или 40[25].
2. ↑  По мнению Лемерля, это произошло осенью — зимой 1334 года[27].
3. ↑  В новелле фигурирует король Каппадокии Базан (или Бассано), который является союзником «константинопольского императора», пытается захватить Смирну, занимается грабежом.